# Дэвидсон, Уильям (предприниматель)
Уильям Морзе Дэвидсон (англ. William Morse "Bill" Davidson, J. D. 5 декабря 1922 — 13 марта 2009) — американский предприниматель, бывший президент, глава правления и управляющий Guardian Industries — одного из мировых лидеров в производстве строительного и автомобильного стекла. Он также был владельцем нескольких спортивных команд, выступающих в спортивных лигах США. Член Зала славы баскетбола в качестве функционера, внёсшего значительный вклад в развитие баскетбола.
Дэвидсон также был главой правления Palace Sports and Entertainment, основным владельцем клубов «Детройт Пистонс» из НБА, «Детройт Шок» из WNBA, совладельцем «Детройт Фьюри» из Arena Football League, владельцем «Тампа Бэй Лайтнинг» из НХЛ и «Детройт Вайперс» из IHL. С ним «Пистонс» трижды становились чемпионами НБА, «Шок» трижды чемпионами WNBA, «Лайтнингс» в 2004 году выиграли Кубок Стэнли. Таким образом он является единственным в истории профессионального спорта владельцем, чьи команды выигрывали чемпионство НБА и Кубок Стэнли в один и тот же год.